# Santiuste (Cantabria)
Santiuste es una localidad del municipio de Argoños (Cantabria, España). En el año 2012 contaba con una población de 360 habitantes (INE). La denominación de la localidad proviene de San Justo.
- Datos: Q6121320